# Dennis Herrmann
Dennis Herrmann (* 1986 in Remscheid) ist ein deutscher Schauspieler.

## Leben
Dennis Herrmann absolvierte von September 2006 bis August 2010 seine Schauspielausbildung an der Otto-Falckenberg-Schule in München. Bereits während seines Studiums spielte er an den Wuppertaler Bühnen (2006; als Francisco/Valtemand/Hauptmann in Hamlet) und an den Münchner Kammerspielen (2008; als Clarence in Richard III. von Shakespeare).
Nach Abschluss seiner Schauspielausbildung war er anschließend in der Spielzeit 2010/11 festes Mitglied am Bayerischen Staatsschauspiel. Er spielte dort u. a. die Rollen Wolf/Linzmann in Liliom (2010; Regie: Florian Boesch), den Diomedes in Penthesilea (2010; Regie: Hans-Joachim Ruckhäberle) und den Rheingraf vom Stein in Das Käthchen von Heilbronn (2011; Regie: Dieter Dorn). Außerdem trat er in Inszenierungen von Jan Philipp Gloger und Tina Lanik auf.
Ab der Spielzeit 2011/12 war er bis 2015 festes Ensemblemitglied am Hans Otto Theater in Potsdam. Seit 2015 tritt er dort als Gast weiterhin auf. Er spielte dort u. a. Bonario in Volpone (2011; Regie: Tobias Wellemeyer), Tybalt in Romeo und Julia (2011; Regie: Bruno Cathomas), die Titelrolle in Don Karlos (2012; Regie: Markus Dietz), den Graf Wetter vom Strahl in Das Käthchen von Heilbronn (2012; Regie: Ingo Berk), Florizel in Ein Wintermärchen (2012; Regie: Tobias Wellemeyer), Hilmar von dem Hamm in der Uraufführung der Bühnenfassung von Eduard von Keyserlings Roman Wellen (2013; Regie: Barbara Bürk) und Petrucchio in Der Widerspenstigen Zähmung (2013; Regie: Andreas Rehschuh).
Weitere Rollen seit 2014 waren Carlos in Frauen am Rande des Nervenzusammenbruchs (2014; Regie: Stefan Huber), Guy Montag in Fahrenheit 451 (2014; Regie: Niklas Ritter), Orsino in Was ihr wollt (2014; Regie: Michael Talke), Jean-Michel in dem Musical La Cage aux Folles (2014/15; Regie: Ulrich Wiggers) und Rosencrantz in Hamlet (2015; Regie: Alexander Nerlich).
Seit der Spielzeit 2015/16 ist er festes Ensemblemitglied am Schauspielhaus Bochum. Dort übernahm er u. a. die Rollen Sir Dennis Galahad/Prinz Herberts Vater/Schwarzer Ritter in dem Musical Spamalot, nach Motiven des Films Die Ritter der Kokosnuß. Weitere Rollen waren u. a. Valère in Tartuffe (2016; Regie: Hermann Schmidt-Rahmer) und Orest in Die Orestie (2017; Regie: Lisa Nielebock).
Im September 2018 verkörperte er an der Neuköllner Oper den Cornet in der Uraufführung der Oper Die Weise von Liebe und Tod von Viktor Ullmann. 2018/19 gastierte er als Will Shakespeare in Shakespeare in Love bei den Bad Hersfelder Festspielen. 2019 trat er am Staatstheater Mainz als Carmen Ghia im Musical The Producers auf.
Herrmann war auch in einigen Film- und Fernsehrollen zu sehen. Der Schwerpunkt seiner künstlerischen Tätigkeit liegt jedoch bei der Theaterarbeit.
In dem Spielfilm Freche Mädchen 2 (2010) spielte er die Rolle des Fotografen Robert. 2014 hatte er eine Episodenhauptrolle in der ZDF-Krimiserie SOKO Leipzig als Jura-Student Thorsten Eppler. In der ZDF-Serie Notruf Hafenkante (Oktober 2015) war Herrmann ebenfalls in einer Serienhauptrolle als tatverdächtiger Nachhilfelehrer Marcel „Gecko“ Remscheid zu sehen. Im Januar 2017 folgte eine weitere Episodenhauptrolle in der ZDF-Serie SOKO Leipzig als Logopäde und Leiter eines Schlaflabors. In der Auftaktfolge der 5. Staffel der ZDF-Serie Bettys Diagnose (Erstausstrahlung: Oktober 2018) hatte er eine Episodenhauptrolle als Lebensgefährte einer Patientin, die für eine Escort-Agentur arbeitet und dies verheimlicht. In der 16. Staffel der ZDF-Serie SOKO Wismar (2020) übernahm er eine der Episodenhauptrollen als tatverdächtiger Barbesitzer und junger Vater Sören Kirchner, der eine Affäre mit der ermordeten Mitarbeiterin des Wismarer „Mama-Ladens“ hatte. In der 21. Staffel der ZDF-Serie SOKO Leipzig (2020) spielte er erneut eine der Episodenhauptrollen als tatverdächtiger Psychotherapeut, der mit einem 17-jährigen Schüler einer umstrittene Konversionstherapie durchgeführt hatte. In der 17. Staffel der ZDF-Serie SOKO Köln (2020) übernahm er eine der Episodenhauptrollen als junger Sachbearbeiter einer Krankenkasse, der unter Verdacht gerät, sich bei einer reichen Fabrikantenwitwe als „Loverboy“ ausgegeben zu haben. In der 25. Staffel der TV-Serie In aller Freundschaft (2022) übernahm er eine der Episodenhauptrollen als erfolgreiche Drag-Queen „Diana Diamond“.
Herrmann arbeitet außerdem als Sprecher für Werbung (u. a. für McFit), Hörbücher, Hörspiele, Dokumentationen sowie als Voice-over-Stimme. Er wirkte beim Bayerischen Rundfunk in mehreren Kriminalhörspielen (u. a. in „Willy Watson und der Biss des Vampirs“) und musikalischen Hörspielen für Kinder von Markus Vanhoefer mit, u. a. als Giovanni Sandolo in Antonio Vivaldi – Die vier Jahreszeiten (2010), als Karl van Beethoven in Ludwig van Beethoven: Sinfonie Nr. 9 (2010) und als Ludwig van Beethoven in Wolfgang Amadeus Mozart – Eine kleine Nachtmusik (2011).
Dennis Herrmann lebt in Bochum.

## Filmografie (Auswahl)
- 2010: Freche Mädchen 2 (Kinofilm)
- 2011: Mein eigen Fleisch und Blut (Fernsehfilm)
- 2014: Luftleerer Raum (Kurzfilm)
- 2014: SOKO Leipzig (Fernsehserie; Folge: Mister Green)
- 2015: Notruf Hafenkante (Fernsehserie; Folge: Alexas Puzzle)
- 2015: Deutschland 83 (Fernsehserie; Folge: Quantum Jump)
- 2016–2017: Rabenmütter (Fernsehserie; Comedy-Serie)
- 2017: SOKO Leipzig (Fernsehserie; Folge: Aus der Deckung)
- 2017: Rentnercops (Fernsehserie; Folge: Im Wagen vor mir)
- 2018: Bettys Diagnose (Fernsehserie; Folge: Konsequenzen)
- 2019: Zeit der Geheimnisse (Miniserie, 3 Folgen)
- 2020: SOKO Wismar (Fernsehserie; Folge: Breifrei statt Bierschinken)
- 2020: SOKO Leipzig (Fernsehserie; Folge: Druck)
- 2020: SOKO Köln (Fernsehserie; Folge: Ein eigenes Leben)
- 2022: In aller Freundschaft (Fernsehserie; Folge: Von Herz zu Herz)
- 2022: WaPo Bodensee (Fernsehserie; Folge: Die Affäre)
- 2023: SOKO Leipzig (Fernsehserie; Folge: Panzer)
- 2025: SOKO Köln (Fernsehserie; Folge: Dartking)

## Synchronarbeiten (Auswahl)
- 2022: Für Christopher Story in Dreizehn Leben[15], Rolle: Connor Roe